# Auritella erythroxa
Auritella erythroxa är en svampart som först beskrevs av De Seynes, och fick sitt nu gällande namn av Matheny & Bougher 2006. Auritella erythroxa ingår i släktet Auritella och familjen Inocybaceae.   Inga underarter finns listade i Catalogue of Life.